# Laurin & Klement
|                |
| Václav Klement |

Laurin & Klement is een historisch Tsjechisch merk van motorfietsen en automobielen.
De bedrijfsnaam was: Václav Laurin & Václav Klement, Továrna na Motocykly, Mladá Boleslav. Het bedrijf produceerde van 1899 tot 1908 motorfietsen.

## Slavia
Toen Bohemen nog tot het Oostenrijk-Hongaarse keizerrijk behoorde openden boekhandelaar Václav Klement en technicus Václav Laurin de vélocipedefabriek Slavia. Nadat ze in contact waren gekomen met de gebroeders Werner gingen ze ook rijwielen met hulpmotor maken. Ze waren daarmee in hun land pioniers op motorgebied.

## Laurin & Klement
Ze bouwden tot 1904 goede eencilinders en daarna ook V-twins met eigen motoren, zowel water- als luchtgekoeld en al voor 1905 was er een 5 pk viercilinder-lijnmotor met luchtkoeling die voor de export ook onder de naam Republik of Republic verkocht werd. De naam "Slavia" was toen al veranderd in Laurin & Klement.
De machines werden in Duitsland door Seidel & Naumann in Dresden in licentie gebouwd onder de namen Slavia en Germania en ook het Franse Alcyon bouwde L&K machines in licentie. In Groot-Brittannië werden de motorfietsen onder de naam Hawetson aan de man gebracht.

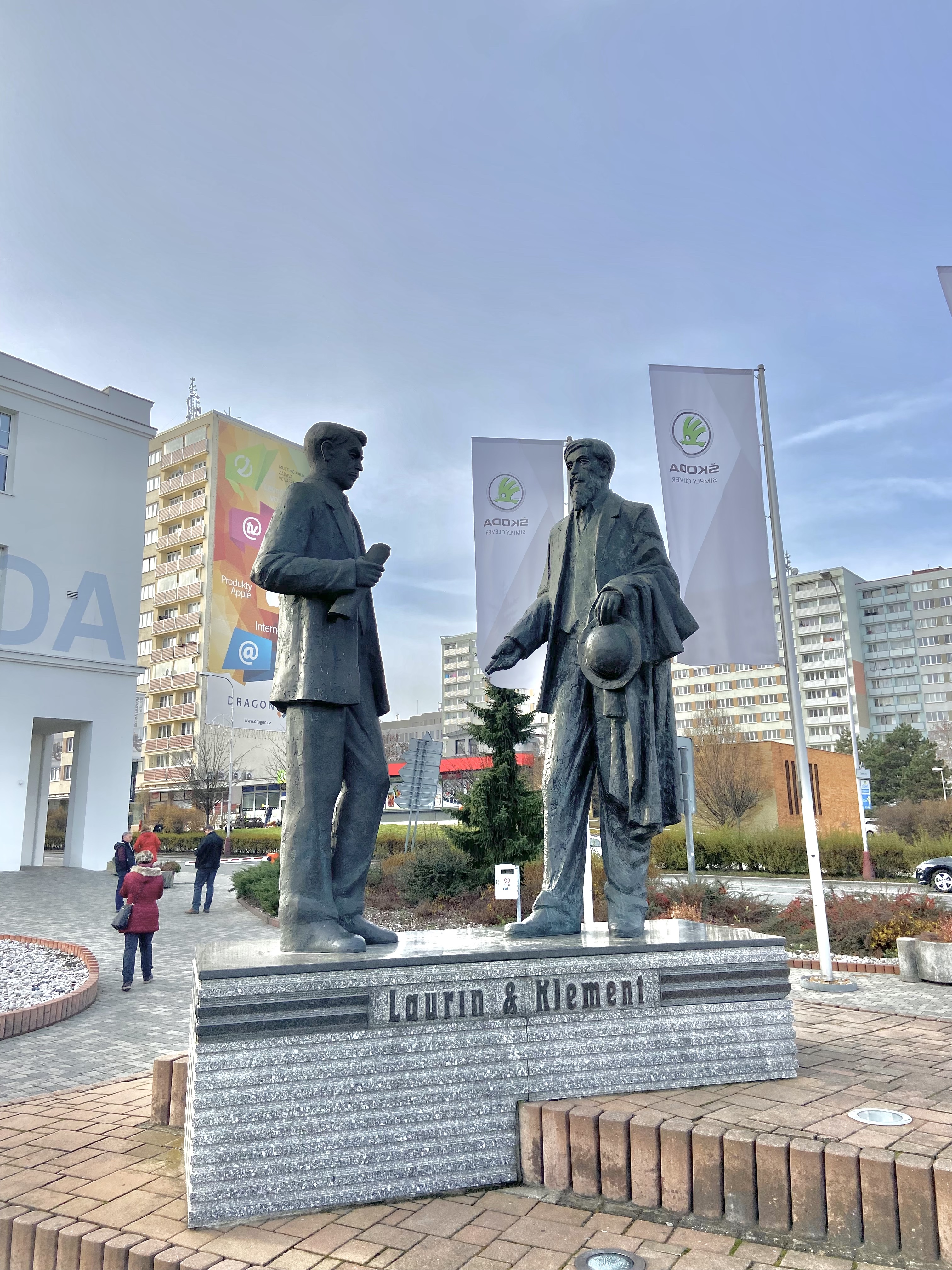
Beeld van Laurin en Klement bij het Škodamuseum in Mladá Boleslav

L&K begon zich steeds meer in automobielen te interesseren en in 1905 werd al een driewieler geproduceerd. In 1906 kwam de eerste auto. In 1908 beëindigde het bedrijf de motorfietsenproductie vrijwel geheel ten gunste van de automobielbouw, hoewel er waarschijnlijk tot in de jaren twintig nog mondjesmaat motorfietsen zijn geproduceerd.
Door de fusie met Škoda in 1925, verdween de merknaam Laurin & Klement. In 1996 is de naam Laurin & Klement (L&K) teruggekeerd, als uitvoeringsindicatie.
- Nationale Bibliotheek van Tsjechië: kn20060125025
- Virtual International Authority File: 158755637